# Chiesetta di Santa Maria della Consolazione
La Chiesetta di Santa Maria della Consolazione, sorge a Rende in provincia di Cosenza, nella frazione di Santo Stefano.
È l’antica chiesa del quartiere e cappella secolare della nobile famiglia Magdalone di Rende.

## Storia
La chiesa è stata fondata intorno al XVI secolo, probabilmente rimaneggiata più volte a causa della sismicità della zona e in base ai gusti del tempo. Fino al XVI secolo, la frazione di Santo Stefano fu dominata dalla famiglia Alarcon y Mendoza. Dal ‘500 in poi invece si affermò la famiglia Magdalone che fino alla prima metà del secolo scorso possedeva la totalità dei terreni della frazione. È plausibile quindi l’ipotesi che questi abbiano ampliato o costruito su un precedente luogo di culto. Ad oggi i secolari possedimenti si limitano alla suddetta chiesa.

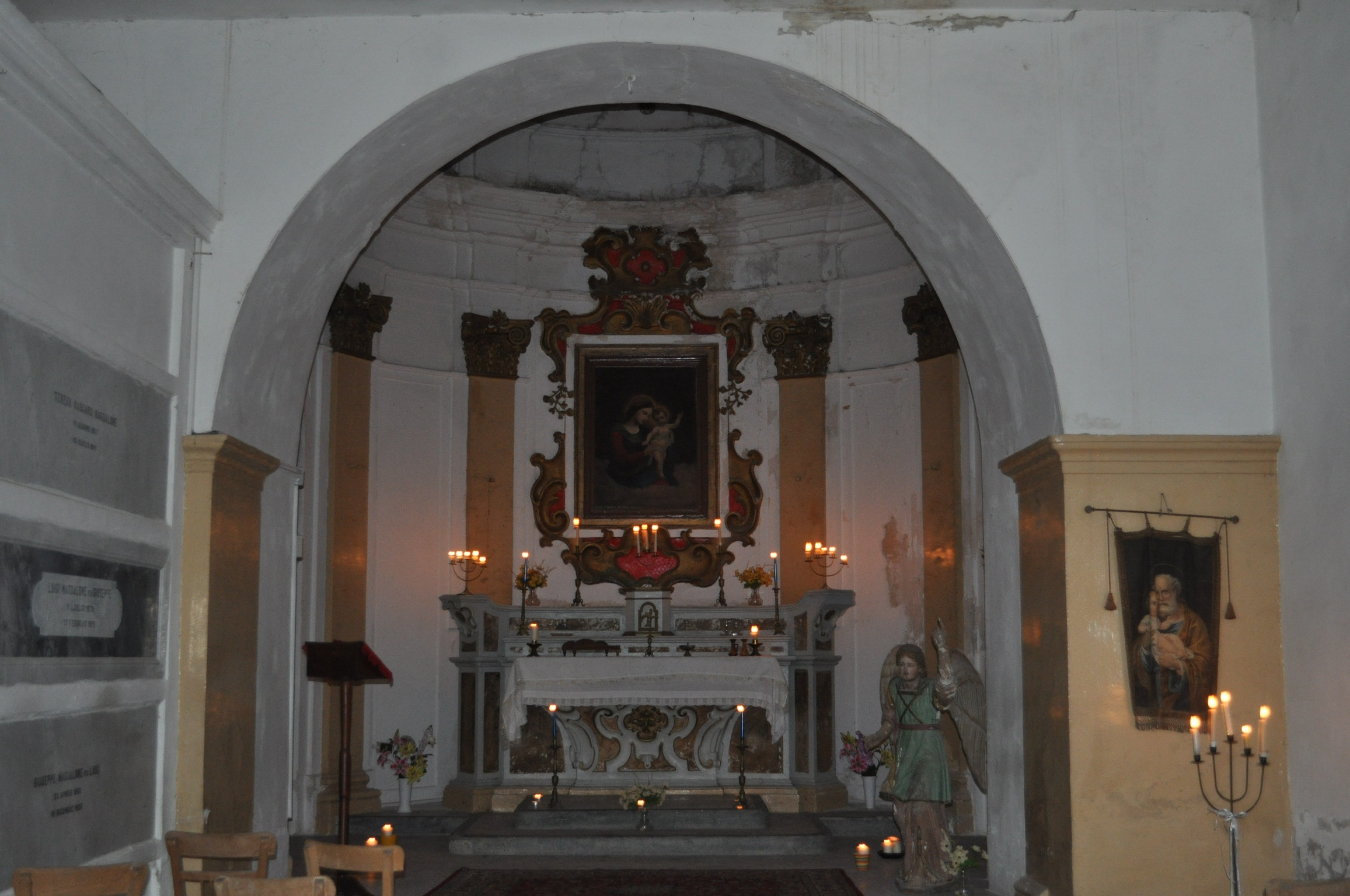
L’interno.

La chiesa è stata utilizzata dapprima come cappella privata per le esigenze dei nobili e dei tanti coloni che abitavano la zona, poi diventata chiesa a tutti gli effetti per gli abitanti sempre in crescita della zona. Negli anni 90 del XX secolo è stata costruita una nuova chiesa nei dintorni per ospitare una comunità in crescita. Da allora la chiesa non è più stata utilizzata per il culto regolare e, sebbene in parte depredata dei suoi originari arredi, riapre le sue porte solo in poche occasioni fra cui l’ultima domenica di Agosto, giorno della festa di Santa Maria della Consolazione e anticamente ultimo giorno della secolare Fiera di Arcavacata, quando in processione la statua della titolare, oggi venerata nella nuova chiesa, torna in processione nel luogo in cui è stata custodita per secoli.

## Struttura
La Chiesa presenta una struttura semplice ma allo stesso tempo particolare e unica nel suo genere. È costituita da due parti:
- La navata di semplice fattura, rimaneggiata sul finire del XIX secolo e priva di decorazioni murarie, ornata solo di alcuni quadri donati dai fedeli

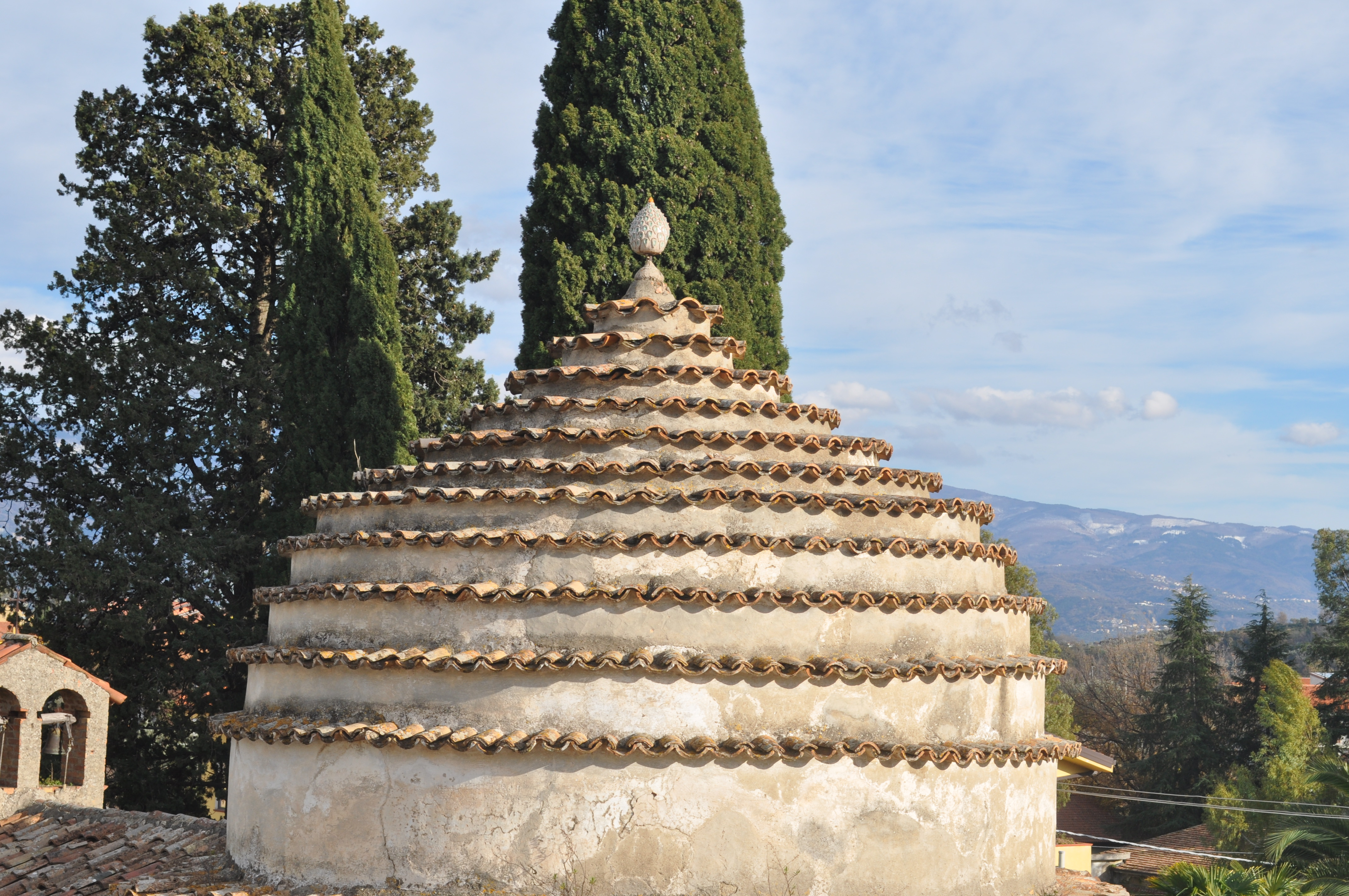
La cupola in stile bizantino.

- La cupola in stile bizantino.Il presbiterio a pianta circolare sovrastato da una cupola costituita da 12 file di coppi di terracotta. Il presbiterio è decorato da motivi barocchi, capitelli, lesene e cornicioni. Nella cupola sono affrescati 4 angeli che riportano in drappi la scritta “Madre della consolazione prega per noi”. Sulla parete di fondo è addossato un altare in stucchi policromi e barocchi e sopra di essa in una cornice a motivo floreale è posto un affresco raffigurante una Madonna semplice con Bambino in braccio, di devozione popolare.

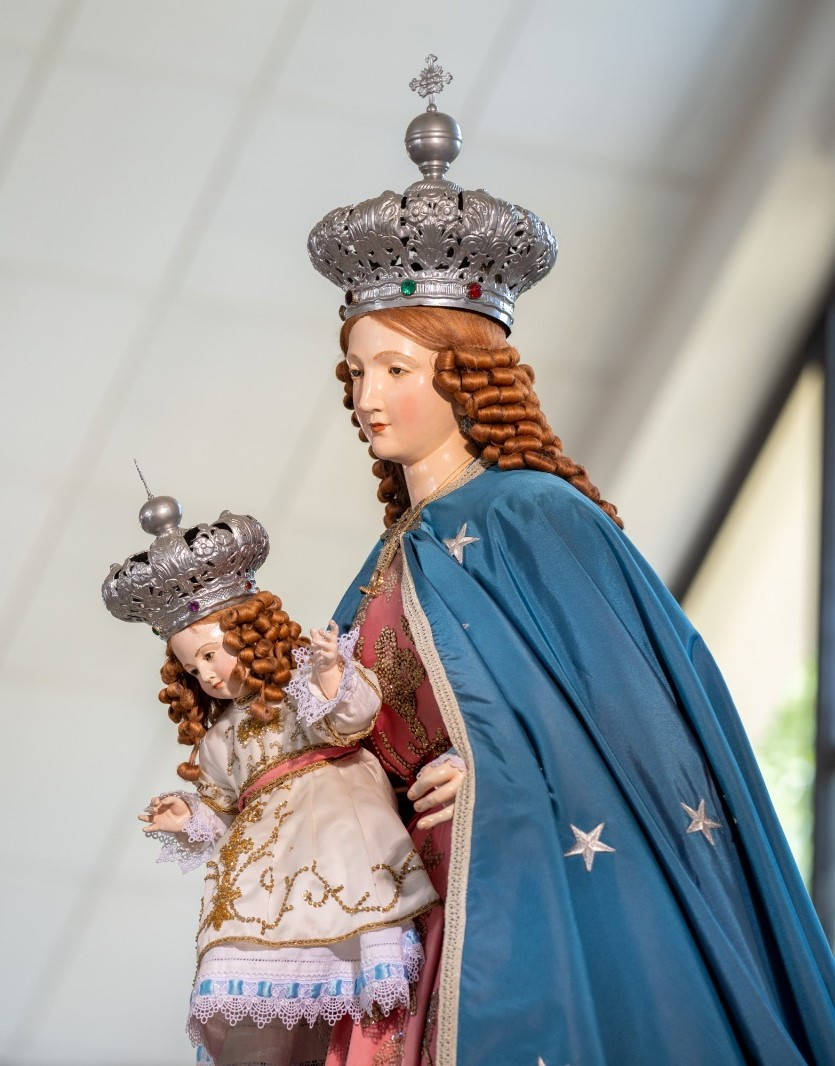
La Statua della Madonna della Consolazione, custodita nella nuova Chiesa.

La chiesa è affiancata da una piccola stanza di fattura successiva, utilizzata come Sagrestia. Nella navata, sul lato sinistro sono presenti alcune sepolture secolari della famiglia Magdalone, fondatrice della chiesa. La struttura è circondata da un cortile recintato in mattoni. Sulla facciata spicca un campanile a vela, un rosone e un portale in tufo.